# Herman Van Rompuy
Herman Achille, Grof Van Rompuy (nizozemsko: Herman Achille, Graaf Van Rompuy); belgijski in evropski politik, državnik, * 31. oktober 1947.  
Bil je nekdanji predsednik belgijske vlade in prvi predsednik Evropskega sveta po reformi Lizbonske pogodbe.

## Življenjepis
Po študiju ekonomist in filozof je po študiju pričel z delom v centralni banki Belgije, kasneje pa v osemdesetih pričel z akademsko kariero kot predavatelj ekonomske znanosti, kar je bil tudi poklic njegovega očeta. V politiko krščanskeo-demokratske in flamske stranke vstopi zgodaj, a politični kandidat postane leta 1988 kot belgijski senator. Postane kmalu za kratek čas minister za proračun, preide v funkcijo belgijskega poslanca, a ponovno postane za dva mandata minister za proračun. Leta 2004 postane predsednik belgijske vlade. Leta 2007 je predsednik belgijskega parlamenta. Dne 19. novembra 2009 je Van Rompuy je bil izbran za predsednika po daljši reformi Evropskega sveta v okviru Lizbonske Pogodbe. Dne 1. marca 2012 je bil ponovno izvoljen za drugi (in zadnji) mandat do 30. novembra 2014.

### Predsednik Evropskega Sveta
Mnogi so ga pohvalili kot graditelja konsenza v politični skupini, kjer je prvič predstavljal politično dolgoročno vizijo EU. V politični areni, v kateri je bil velikokrat deležen odličja mnogih malih držav, je bil tudi nekajkrat žaljen. Izstopa predvsem kritika sedaj kontroverznega evropskega poslanca Nigela Faragea (Velika Britanija), ki je dal izjavo: "Imate karizmo vlažne krpe in videz nižjega bančnega uradnika". Za izjavo je bil oglobljen s plačilom 3000 €.
V letu 2014 je bil Van Rompuy nagrajen z Nagrado Karla Velikega iz Aachna za svoje vloge v EU.

### Tuja priznanja
Odlikovale so ga države kakršen je Benin, Francija, Slonokoščena obala, Japonska, Nizozemska, Romunija, Slovaška, Slovenija.